# Invariant (física)
En física teòrica, un invariant és un observable d'un sistema físic que roman sense canvis sota alguna transformació. La invariància, com a terme més ampli, també s'aplica al no canvi de forma de les lleis físiques sota una transformació, i s'acosta més a la definició matemàtica. Els invariants d'un sistema estan profundament lligats a les simetries imposades pel seu entorn.
La invariància és un concepte important en la física teòrica moderna, i moltes teories s'expressen en termes de les seves simetries i invariants.

## Exemples
En mecànica clàssica i quàntica, la invariància de l'espai sota translació fa que el moment sigui un invariant i la conservació del moment, mentre que la invariància de l'origen del temps, és a dir, la translació en el temps, fa que l'energia sigui un invariant i la conservació de l'energia. En general, segons el teorema de Noether, qualsevol invariància d'un sistema físic sota una simetria contínua condueix a una llei fonamental de conservació.
En els cristalls, la densitat d'electrons és periòdica i invariant respecte a les translacions discretes per vectors cel·lulars unitaris. En molt pocs materials, aquesta simetria es pot trencar a causa de les correlacions d'electrons millorades.
Altres exemples d'invariants físics són la velocitat de la llum i la càrrega i la massa d'una partícula observada a partir de dos marcs de referència que es mouen l'un respecte a l'altre (invariància sota una transformació de Lorentz espai-temps), i la invariància de temps i acceleració sota una transformació galileana entre dos d'aquests fotogrames que es mouen a velocitats baixes.
Les quantitats poden ser invariants en algunes transformacions comunes però no en altres. Per exemple, la velocitat d'una partícula és invariant quan es canvia les representacions de coordenades de coordenades rectangulars a curvilínies, però no és invariant quan es transforma entre marcs de referència que es mouen entre si. Altres magnituds, com la velocitat de la llum, són sempre invariables.
Es diu que les lleis físiques són invariants sota transformacions quan les seves prediccions romanen sense canvis. Això significa generalment que la forma de la llei (per exemple, el tipus d'equacions diferencials utilitzades per descriure la llei) no canvia en les transformacions de manera que no s'obtenen solucions addicionals o diferents.
Per exemple, la regla que descriu la força de gravetat de Newton entre dos trossos de matèria és la mateixa tant si es troben en aquesta galàxia com en una altra (invariància translacional a l'espai). També és el mateix avui que fa un milió d'anys (invariància de la traducció en el temps). La llei no funciona de manera diferent segons si un tros està a l'est o al nord de l'altre (invariància rotacional). Tampoc cal canviar la llei en funció de si mesureu la força entre els dos trossos en una estació de ferrocarril, o feu el mateix experiment amb els dos trossos en un tren que es mou uniformement (principi de relativitat). — David Mermin: Ja és hora - Comprendre la relativitat d'Einstein, capítol 1
La covariància i la contravariància generalitzen les propietats matemàtiques de la invariància en matemàtiques de tensors, i s'utilitzen freqüentment en electromagnetisme, relativitat especial i relativitat general.